# Kazimierz Opałek
Kazimierz Opałek (ur. 13 lipca 1918 w Krakowie, zm. 11 listopada 1995 tamże) – polski prawnik, profesor nauk prawnych, członek rzeczywisty PAN, specjalista w zakresie teorii prawa i państwa. Nauczyciel akademicki, a w latach 1954–1956 dziekan Wydziału Prawa i Administracji Uniwersytetu Jagiellońskiego.

## Życiorys
Urodził się 13 lipca 1918 w Krakowie, w rodzinie Tadeusza, legionisty, urzędnika państwowego, i Eugenii Polaczek. W latach 1928–1936 odbył naukę w klasycznym Gimnazjum im. B. Nowodworskiego w Krakowie. W 1936 rozpoczął studia na Wydziale Prawa Uniwersytetu Jagiellońskiego przerwane wybuchem II wojny światowej. Dyplom uzyskał w 1944 w ramach tajnego nauczania. Przed wojną był asystentem prof. Rafała Taubenschlaga, w 1945 funkcję tę objął u boku prof. Jerzego Lande. W 1946 uzyskał stopień naukowy doktora na podstawie rozprawy pt. Hieronim Stroynowski jako filozof prawa. Habilitował się w 1953 na podstawie dorobku naukowego oraz książki pt. Prawo natury u polskich fizjokratów (Warszawa 1953). Rok później został profesorem nadzwyczajnym na Wydziale Prawa UJ. W 1954 objął stanowisko kierownika Katedry Teorii Państwa i Prawa UJ. Profesorem zwyczajnym został w 1962.
W latach 1954–1956 był dziekanem Wydziału Prawa UJ, w latach 1962–1964 prorektorem UJ. W latach 1968–1973 był redaktorem naczelnym „Kwartalnika Historii Nauki i Techniki”.
15 stycznia 1955 został odznaczony Medalem 10-lecia Polski Ludowej.
Zmarł 11 listopada 1995 w Krakowie, pochowany na cmentarzu Rakowickim (kwatera XXXV-11-15).

## Członkostwo w korporacjach naukowych
Korporacje polskie
- Polska Akademia Nauk (od 1977 członek korespondent; od 1986 członek rzeczywisty)
- Polska Akademia Umiejętności (członek czynny)
- Komitet Nauk Politycznych PAN (przewodniczący w latach 1972–1982)
- Komisja Nauk Prawnych Oddziału PAN w Krakowie (przewodniczący w latach 1975–1995)
- Komisja Nauk Politycznych Oddziału PAN w Krakowie (przewodniczący w latach 1985–1995)[3]

Korporacje zagraniczne
- Academie Internationale d’Historie des Sciences (od 1971)
- Internationale Vereinigung für Rechts- und Sozialphilosophie (przewodniczący Sekcji Polskiej od 1972, później członek Komitetu Wykonawczego)
- Instytut Hansa Kelsena w Wiedniu (członek korespondent od 1980)
- Serbska Akademii Nauk i Sztuk (członek zagraniczny od 1981)
- Bawarska Akademia Nauk w Monachium (od 1993)[3]

## Wypromowani doktorzy
- Wiesław Lang
- Aleksander Peczenik
- Jan Woleński
- Tomasz Gizbert-Studnicki
- Jerzy Stelmach[3]
- Krzysztof Grzegorczyk(inne języki)[potrzebny przypis]

## Wybrane publikacje
- Znaczenie i rozwój nauki polskiej w XVIII wieku, Warszawa 1951
- Nauka polskiego Oświecenia w walce o postęp, Warszawa 1951
- Hugona Kołłątaja poglądy na państwo i prawo, Warszawa 1952
- Prawo natury u polskich fizjokratów, Warszawa 1953
- Myśl Oświecenia w Krakowie, Kraków 1955
- Podstawowe prawa i obowiązki obywatelskie w świetle Konstytucji PRL, Warszawa 1955
- Prawo podmiotowe, Warszawa 1957
- System prawa socjalistycznego, Warszawa 1958
- Z zagadnień praworządności socjalistycznej, Warszawa 1958
- Problemy metodologiczne nauki prawa, Warszawa 1962
- Współczesna teoria i socjologia prawa w USA (współautor: Jerzy Wróblewski), Warszawa 1963
- Zagadnienia teorii prawa (współautor: Jerzy Wróblewski), Warszawa 1969
- Z teorii dyrektyw i norm, Warszawa 1974
- Überlegungen zu Hans Kelsens. Allgemeine Theorie der Normen, Wien 1980
- Zagadnienia teorii prawa i teorii polityki, Warszawa 1983, wyd. 2. 1985
- Theorie der Direktiven und der Normen, Wien – New York 1986
- Prawo. Metodologia, filozofia, teoria prawa (współautor: Jerzy Wróblewski), Warszawa 1991.
- Studia z teorii i filozofii prawa (wydanie pośmiertne, oprac. R. Sarkowicz, Jerzy Stelmach), Kraków 1997
- Selected Papers in Legal Philosophy (wydanie pośmiertne, oprac. J. Woleński), Dordrecht – Boston – Londyn 1998[3]